# Клиса (Липик)
45°26′ пн. ш. 17°09′ сх. д. / 45.43° пн. ш. 17.15° сх. д.
Клиса (хорв. Klisa) — населений пункт у Хорватії, у Пожезько-Славонській жупанії у складі міста Липик.

## Населення
Населення за даними перепису 2011 року становило 73 осіб.
Динаміка чисельності населення поселення:

## Клімат
Середня річна температура становить 11,03 °C, середня максимальна – 25,31 °C, а середня мінімальна – -5,70 °C. Середня річна кількість опадів – 920 мм.
| Клімат поселення                              | Клімат поселення | Клімат поселення | Клімат поселення | Клімат поселення | Клімат поселення | Клімат поселення | Клімат поселення | Клімат поселення | Клімат поселення | Клімат поселення | Клімат поселення | Клімат поселення | Клімат поселення |
| Показник                                      | Січ.             | Лют.             | Бер.             | Квіт.            | Трав.            | Черв.            | Лип.             | Серп.            | Вер.             | Жовт.            | Лист.            | Груд.            |                  |
| Середній максимум, °C                         | 7,04             | 8,88             | 13,28            | 17,27            | 22,10            | 25,31            | 24,38            | 23,80            | 20,11            | 15,29            | 9,73             | 5,54             |                  |
| Середня температура, °C                       | 0,67             | 2,53             | 6,92             | 10,90            | 15,74            | 18,94            | 20,70            | 20,10            | 16,43            | 11,60            | 6,04             | 1,85             |                  |
| Середній мінімум, °C                          | −5,7             | −3,85            | 0,55             | 4,53             | 9,37             | 12,58            | 17,01            | 16,41            | 12,72            | 7,90             | 2,35             | −1,84            |                  |
| Норма опадів, мм                              | 58               | 52               | 63               | 77               | 83               | 99               | 85               | 90               | 76               | 81               | 87               | 69               |                  |
| Середньомісячна швидкість вітру, м/с          | 1.80             | 2.05             | 2.40             | 2.30             | 2.10             | 1.90             | 1.90             | 1.71             | 1.74             | 1.80             | 1.83             | 1.85             |                  |
| Середньомісячна сонячна радіація, кДж/м²·день | 4344             | 7148             | 10929            | 15301            | 19544            | 21718            | 22510            | 19923            | 14878            | 9199             | 4890             | 3621             |                  |
| --------------------------------------------- | ---------------- | ---------------- | ---------------- | ---------------- | ---------------- | ---------------- | ---------------- | ---------------- | ---------------- | ---------------- | ---------------- | ---------------- | ---------------- |
| Джерело:                                      |                  |                  |                  |                  |                  |                  |                  |                  |                  |                  |                  |                  |                  |